# Antoinette Spaak
Antoinette Spaak ( Etterbeek, 27 de junio de 1928 - 20 de agosto de 2020) fue una política belga. Considerada una pionera, fue la primera mujer en convertirse en presidenta de un partido político en Bélgica, el FDF (Front Démocratique des Francophones).

## Biografía
Antoinette Spaak nació el 27 de junio de 1928 en Etterbeek, Bruselas. Era hija de Paul-Henri Spaak (1899-1972), que fue primer ministro belga y secretario general de la OTAN. Su abuela fue la primera mujer que ocupó un puesto de senadora en Bélgica, Marie Janson. También era sobrina del guionista Charles Spaak.
Después de la liberación de Bélgica y de los Países Bajos tras la Segunda Guerra Mundial, viajó mucho junto a su padre con motivo de reuniones políticas.
Se casó y tuvo un hijo con un profesor de medicina, cosa que hizo que interrumpiera sus estudios de derecho en su juventud.

### Carrera política
Antoinette Spaak entró en política en las filas del Partido de los Demócratas Federalistas (FDF) tras la muerte de su padre en 1972. Fue elegida miembro de la Cámara de Representantes en 1974. Fue presidenta del FDF de 1977 a 1982, convirtiéndose así en la primera mujer belga presidenta de un partido. Posteriormente sería elegida diputada europea y presidenta del consejo de la Comunidad Francesa de Bélgica.
En los años 1990 trabajó a favor del acercamiento entre su partido y el PRL (hoy Movimiento Reformador) con la ayuda del político Jean Gol. Los dos partidos se separaron de nuevo en 2011, al existir demasiados desacuerdos políticos. En su momento expresó su descontento por la forma en que pasó todo esto.
Antoinette Spaak murió en su casa el 28 de agosto de 2020, tras una caída de la que no pudo recuperarse. Tenía 92 ans y era compañera de Étienne Davignon. Había sufrido cáncer de mama unos años antes.
Muchas personalidades se pronunciaron a su favor tras su fallecimiento, tanto dentro de su propia familia política como fuera de ella.

## Luchas y creencias políticas

### Europa
Al igual que su padre, Antoinette Spaak era una europeísta convencida. Fue diputada del Parlamento Europeo desde 1979 hasta 1999.
Expresó públicamente su decepción y su dolor por el Brexit en 2016.

### Derechos de los francófonos en Bélgica
Antoinette Spaak luchó por los derechos de los francófonos en Bélgica y, especialmente, en Bruselas. En particular, hizo campaña para hacer de Bruselas una región por derecho propio, y se encontró más de una vez en manifestaciones violentas frente a los nacionalistas flamencos.

### Feminismo
Debido a su posición como pionera y a sus numerosos roles en la política belga, a Antoinette Spaak se la ha descrito a menudo como feminista. Muchas mujeres políticas belgas la consideran un modelo a seguir y afirman que ella les abrió el camino en la política.
Desde el punto de vista de sus acciones políticas, presentó en 1993 Junto con Laurette Onkelinx una propuesta de decreto, que luego se convirtió en decreto, sobre la feminización de los nombres de las profesiones y funciones en el seno de la Comunidad francesa de Bélgica. También luchó por los derechos de las mujeres y, en particular, por la despenalización del aborto en Bélgica.
También en su vida privada quería ser libre e independiente y por eso nunca se casó con su último compañero.

## Resumen de su carrera política

### Funciones políticas
- desde 1974: Miembro de la Cámara de Representantes
- 1977 - 1982: Presidenta del FDF
- 1979 - 1999: Miembro del Parlamento Europeo
- 1988 - 1992: Presidenta del Consejo de la Comunidad Francesa de Bélgica
- 1999-2001: concejala municipal de Ixelles
- 2009 - 2009: diputada de Bruselas

### Premios y reconocimientos
- 1983: El rey Balduino le concede el título honorífico de Ministro de Estado.
- 2007: Trofeo de honor de la 3.ª edición de Mujeres de Cristal, premiando a mujeres meritorias de la Comunidad Francesa de Bélgica.